# 狄志遠
狄志远，SBS，JP（1957年9月24日—），生於香港，新思維主席，香港政治人物，第七屆香港立法會議員，亦是該屆惟一自稱「非建制派」的議員。狄曾為前民主黨創黨成員及副主席、前基督教香港信義會社會服務部總幹事、香港家庭教育學院總監、防止青少年吸煙委員會主席、禁毒常務委員會委員、禁毒教育及宣傳小組委員會主席、團結香港基金會顧問、香港再出發大聯盟共同發起人、香港電台節目顧問團成員、社區發展動力培育董事、香港特區政府中央政策組特邀顧問。
狄志遠曾擔任多項公職，其中包括：家庭與學校合作事宜委員會主席、中央政策組非全職顧問、教育委員會委員、融合教育委員會主席、香港中文大學校董、策略發展委員會委員、持續發展委員會委員、扶貧委員會委員、公民教育委員會委員、愛滋病基金委員會委員、醫療融資工作小組組員、法律援助服務局成員、漁農自然護理署郊野公園及海岸公園委員會委員、博愛醫院管治委員會委員及香港社會服務聯合執行委員會委員等。他亦是香港路德會服務處前副執行總監及香港耆康會前總幹事。狄志遠曾是匯點成員（1985年至1994年）、曾任北區區議員、首屆民選香港立法局議員（1991年至1995年）。

## 簡歷
狄志遠早年於九龍黃大仙徙置區長大。父親是一名司機，母親則為工廠工人。狄就讀德明中學（小學部）、天主教伍華小學、利瑪竇書院（中一）、救世軍卜維廉中學（中二至中五）以及鳳溪第一中學（預科）。以插班生身份就讀救世軍卜維廉中學中二年級期間，他積極參與課外活動。中五畢業後轉到鳳溪第一中學修讀預科，並開始在青少年中心當義工。1979年至1981年，狄志遠於香港理工學院修讀社會工作系社工文憑，1989年至1991年間繼續於理工學院修讀社會工作榮譽學士學位。
狄志遠是一名基督新教徒及社會工作者，1982年擔任芬蘭差會在上水開辦的彩園青少年中心主任。他認為「基督新教徒參政很少，但基督新教徒可在香港政壇發展的初期貢獻更多」，於是從政。1985年更加入民主黨的前身匯點，1986年參加第一屆區域議局（區域市政局）選舉，其後在1988年及1991年參加香港區議會選舉，及參加1991年立法局選舉，可以說是早期參政的社工。
由於當時，香港社會仍然相當保守，不少人對參與政治者抱懷疑及不信任的態度，認為他們是為名為利，因此，狄志遠當時面對不少壓力，狄志遠在未有申報下於工作的地區參選，當選為北區區議員後，因利益衝突問題遭到其所任職的荷蘭差會調職，使他選擇離職。
1989年，狄志遠到學校繼續進修，專注議會工作及學業，但也嚴重影響家庭經濟。而其妻子對於他參與政治亦有所保留，因她感到參政會影響事業發展，代價太大。

## 政治生涯
1991年香港立法局選舉，在新界北選區得到21,702票成為立法局議員。1994年，有評論認為狄志遠聯同李華明、黃偉賢對劉慧卿提出的1995年全面普選立法局方案投棄權票，影響民主發展。亦有評論認為即使動議通過，在憲制上仍然需要當時港督簽署先可以實行，而當時港督彭定康有自己的政改方案，相信他並不會簽署。而且中共府早已否定了立法會「直通車」方案，香港立法會的組成在1997年之後早已確定會根據基本法重新洗牌，功能組別亦肯定會長期存在。 他在1995年以「沒有足夠政治智慧」為由，宣布退出政壇，並淡出民主黨的黨務，轉投其他公職。
1993年2月，因應教育統籌委員會的提議，成立家庭與學校合作事宜委員會，並成為主席，負責加強學校與家庭的合作關係。
2002年又任香港負資產再生組織（服務已轉交至明愛向晴軒）副主席、耆康老人福利協會總監。
2006年末，辭去所有公職。12月，狄志遠成為民主黨副主席。2007年狄志遠獲香港特區政府頒授銅紫荊星章。
2008年，正式報名參加2008年香港立法會選舉社會福利界功能界別，復出政壇，但最終敗給獲泛民主派支持、社工總工會的張國柱。
2016年，正式報名參加2016年香港立法會選舉九龍西選區。
2021年，正式報名參加2021年香港立法會選舉社會福利界功能界別並成功當選，是由香港立法局橫跨至香港立法會以來，兩個任期之間相隔最久的議員。因為議會內只有他一人自称「非建制派」，而自稱自己為「1:89」。

## 政治立場
至離開民主黨之前，狄志遠一直被視為民主派中較溫和的人士，曾於溫和民主派反國民教育期間積極支持政府推行國民教育。其後狄志遠和黃成智等前民主黨成員創立及領導新思維，標榜「中間路線」。但其後新思維的路線被部分成員批評以致退黨抗議。

### 匯點時期
1994年6月，身為立法局議員的狄志遠與另外兩名匯點直選議員黃偉賢和李華明投關鍵棄權票，以一票之差否決了劉慧卿提出的全面普選立法局的私人草案。

### 民主黨時期
1995年，狄志遠以「沒有足夠政治智慧」為由宣布退出政壇並淡出黨務，未尋求連任最後一屆立法局議員。
2012年7月，狄志遠以家校合作事宜委員會前主席的身份，表態支持香港特別行政區政府推出的德育及國民教育科沒有「洗腦」的成份，他認為推行國民教育科並沒有問題，政府可在聆聽意見的同時不斷改善課程。但這番言論卻遭到民主黨主席何俊仁及黨內成員批評，指摘其違背民意及民主黨的立場，要求其收回言論。而狄志遠的言論亦有惟其較早前也表示「教育是教育，政治歸政治」，兩者不應混為一談的立場。
2012年7月30日九萬人參加反洗腦教育遊行後，狄志遠仍撐政府9月推行德育及國民教育科；其後他再被何俊仁譴責。之後狄志遠再表示，政府曾回應他指該科可教六四、艾未未等，他相信老師的專業，不會向學生洗腦。何俊仁再度發聲明譴責狄志遠，批評對方不顧民主黨反對洗腦國民教育的鮮明立場，指狄的言論令人震驚及強烈遺憾。何指，民主黨已收到多名黨員投訴狄志遠的言論，該黨會按紀律程序跟進。但狄志遠認為自己並無公職身份，個人有言論自由，而且言論只代表個人立場而並無違反黨紀。民主黨紀律委員會經調查和聆訊後裁定狄志遠並無違反黨紀，而中央委員會亦接納紀律委員會之報告，還了狄志遠的公道。不過經此一役，他和民主黨漸行漸遠。
2015年，狄志遠公開表達支持「袋住先」，建議政府可考慮取消提委會公司票，及加入「白票守尾門」機制，爭取方案在立法會通過，他擔心政改若不能通過，社會將更撕裂，政府施政更困難。
2015年9月3日，政府公佈參加紀念抗戰勝利七十周年閱兵代表團名單，狄志遠與湯家驊和衞生服務界的李國麟一道成為唯三受邀訪京的時任泛民主派議員。他在閱兵後接受採訪時表示「軍車噴出的汽油味令人震撼」。
2015年9月9日，狄志遠宣佈退出民主黨。

### 新思維時期
於2018年11月香港立法會九龍西地方選區補選，狄與多名親北京派政治領袖及立法會議員，包括李慧琼、鄭泳舜、蔣麗芸、吳秋北、梁美芬、邵家輝，葉劉淑儀等一同同台，支持建制派候選人陳凱欣，指陳凱欣「是一個做實事的人」，又呼籲中間選民「唔好被動、唔好逃避，今日我哋最少有個好好嘅選擇」（別被動、別逃避，今天至少我們都有個好選擇）。
當選第七屆立法會議員後獲建制派支持參與立法會社會福利事務委員會，並表示在與其他功能組別當選人的會議中「感覺到一點溫暖」。
狄志遠在當選後的新思維記者會上表明，一直有和香港中聯辦保持聯絡，「不單止被動地同佢哋接觸，有機會我哋都會主動聯絡佢哋」（不僅被動地與其接觸，如果有機會的話，我們也會主動與其保持聯繫）。
2022年2月16日，狄志遠與其他89位建制派立法會議員一起以全體90位立法會議員的名義，感謝中共總書記習近平對香港疫情作出重要指示：「我們深信，習近平總書記的指示，肯定能為全港市民帶來更堅定的信心；我們認為特區政府當前首要工作，是貫徹落實習近平總書記的指示，盡快穩控疫情，遏止病毒繼續擴散。」

## 軼事
狄志遠從小已是蝙蝠俠迷，家中有不少蝙蝠俠模型，連同其他模型，收藏量達20多箱。在《蝙蝠俠》來港拍攝時，他到擺花街湊熱鬧，更帶了3架蝙蝠戰機及戰車到尖沙嘴海旁看蝙蝠機。曾有工作人員指中環會出現蝙蝠車，他不惜一切的等候，一直到凌晨亦不死心，甚至不理會接著一早的助選。最後經記者的勸說下，才失望的離開。

## 個人生活
狄志遠已婚，育有一兒一女，長女狄上怡，1985年出生，已婚；幼子狄上行，1995年出生。

## 著作
- 《深情畫意》（明報出版社　ISBN：9629734567）1990年1月
- 《望子成龍·家長心事》（明報出版社　ISBN：9629736055） 2001年9月
- 《親子點「狄」·一個爸爸的心底話》（明窗出版社　ISBN：9789629737153）(與狄文少玲合著) 2002年
- 《CEO家長》（大學堂出版社　ISBN：9789881767257）(與林旭傑合著) 2012年2月

## 選舉成績
2021年香港立法會選舉(社會福利界)
| 界別       | 候選人 | 所得票數 | 政治聯繫 |
| ---------- | ------ | -------- | -------- |
| 社會福利界 | 朱麗玲 | 872      | 民建聯   |
| 社會福利界 | 葉湛溪 | 196      |          |
| 社會福利界 | 狄志遠 | 1,400    | 新思維   |

1986年香港市政局及區域市政局選舉(北區選區)
| 選區        | 候選人 | 所得票數 | 政治聯繫 |
| ----------- | ------ | -------- | -------- |
| 北區 (香港) | 鄧國容 | 5,602    | 勵進會   |
| 北區 (香港) | 簡炳墀 | 3,748    |          |
| 北區 (香港) | 狄志遠 | 3,603    | 匯點     |
| 北區 (香港) | 陳霖生 | 3,019    |          |

1988年香港區議會選舉(北區彩園選區)
| 選區 | 候選人 | 所得票數 | 政治聯繫 |
| ---- | ------ | -------- | -------- |
| 彩園 | 狄志遠 | 2,501    | 匯點     |
| 彩園 | 阮德添 | 1,086    |          |
| 彩園 | 陳有明 | 1,010    |          |
| 彩園 | 楊箎榮 | 632      |          |
| 彩園 | 莫富華 | 371      |          |
| 彩園 | 張道生 | 234      |          |

1991年香港區議會選舉(北區彩園選區)
| 選區 | 候選人 | 所得票數 | 政治聯繫 |
| ---- | ------ | -------- | -------- |
| 彩園 | 狄志遠 | 2,550    | 匯點     |
| 彩園 | 黃成智 | 1,539    | 匯點     |
| 彩園 | 陳有明 | 1,034    |          |
| 彩園 | 梁驅騰 | 974      |          |
| 彩園 | 蘇西智 | 967      | 自民聯   |
| 彩園 | 鄧顯光 | 529      | 自民聯   |
| 彩園 | 梁浩明 | 509      |          |

1991年香港立法局選舉(新界北選區)
| 候選人 | 政治聯繫 | 得票   |
| ------ | -------- | ------ |
| 唐惠文 | 獨立     | 1,429  |
| 馮智活 | 港同盟   | 23,267 |
| 狄志遠 | 匯點     | 21,702 |
| 周美德 | 民協     | 7,117  |
| 張漢忠 | 自民聯   | 16,221 |
| 王志強 | 自民聯   | 15,350 |

- 登記選民人數：121,989人
- 投票人數：46,644人

## 電視節目
- 2022年：《國安法事件簿 - 第七章：顛覆國家政權罪》嘉賓

## 外部連結
- 狄志遠的Facebook專頁
- 狄志遠的小學學生照，《名人說母校》，1994年